# Лизимахия (езеро)
Вижте пояснителната страница за други значения на Лизимахия.
Лизимахия (на гръцки: Λυσιμαχία) е езеро в Гърция. Намира се в Етолоакарнания на река Ахелой.
Разположено е в слабонаселен район западно от Агринио и на изток Трихонида. Южно от Лизимахия се намира друго езеро – Озерос.